# Лари Елисон
Лоренс Џозеф Елисон (енгл. Lawrence Joseph Ellison; Њујорк, 17. август 1944) амерички је предузетник и инвеститор. Суоснивач је компаније Oracle Corporation. Сматра се другим најбогатијим човеком на свету. Власник је острва Ланаи, шестог највећег острва на Хавајима.

## Биографија
Рођен је 17. августа 1944. у јеврејској породици у Њујорку. Његов биолошки отац био је италијанско-амерички пилот Ваздухопловног корпуса војске САД. Након што је добио упалу плућа у доби од девет месеци, мајка га је дала тетки и стрицу на усвајање. Своју биолошку мајку је поново срео тек када је напунио 48 година.